# Silver Linings Playbook
Silver Linings Playbook er en amerikansk romantisk dramakomedie fra 2012. Filmen er instrueret af David O. Russell og har Bradley Cooper og Jennifer Lawrence i hovedrollerne.

## Medvirkende
- Bradley Cooper som Pat Solitano
- Jennifer Lawrence som Tiffany
- Robert De Niro som Pat Solitano Sr.
- Jacki Weaver som Dolores Solitano
- Chris Tucker som Danny
- Anupam Kher som Dr. Patel
- John Ortiz som Ronnie
- Shea Whigham som Jake
- Julia Stiles som Veronica
- Paul Herman som Randy
- Dash Mihok som Betjent Keogh